# روزماري ليتش
روزماري ليتش (بالإنجليزية: Rosemary Leach)‏ (مواليد 18 ديسمبر 1935 في شروبشاير - 21 أكتوبر 2017)، هي ممثلة ومسرحية بريطانية. معروفة كثيراً بدورها في فيلم غرفة مع منظر سنة 1985.

## الأعمال

### الأفلام
- غرفة مع منظر (1985)

### المسلسلات
- الخسائر (2007)

## وصلات خارجية
- روزماري ليتش على موقع IMDb (الإنجليزية)
- روزماري ليتش على موقع روتن توميتوز (الإنجليزية)
- روزماري ليتش على موقع ألو سيني (الفرنسية)
- روزماري ليتش على موقع ميوزك برينز (الإنجليزية)
- روزماري ليتش على موقع أول موفي (الإنجليزية)
- روزماري ليتش على موقع قاعدة بيانات الأفلام السويدية (السويدية)
- روزماري ليتش على موقع ديسكوغز (الإنجليزية)
- روزماري ليتش على موقع قاعدة بيانات الفيلم (الإنجليزية)
- روزماري ليتش على موقع كينوبويسك (الروسية)